# チチジマピソン
チチジマピソン（学名: Pison tosawai）は、ハチ目ギングチバチ科の昆虫。ハチの一種。

## 分布
日本（父島）。

## 保全状況評価
レッドデータブックのカテゴリーは、絶滅危惧IA類(CR)、東京都で、絶滅(EX )である。